# إطعام الطيور

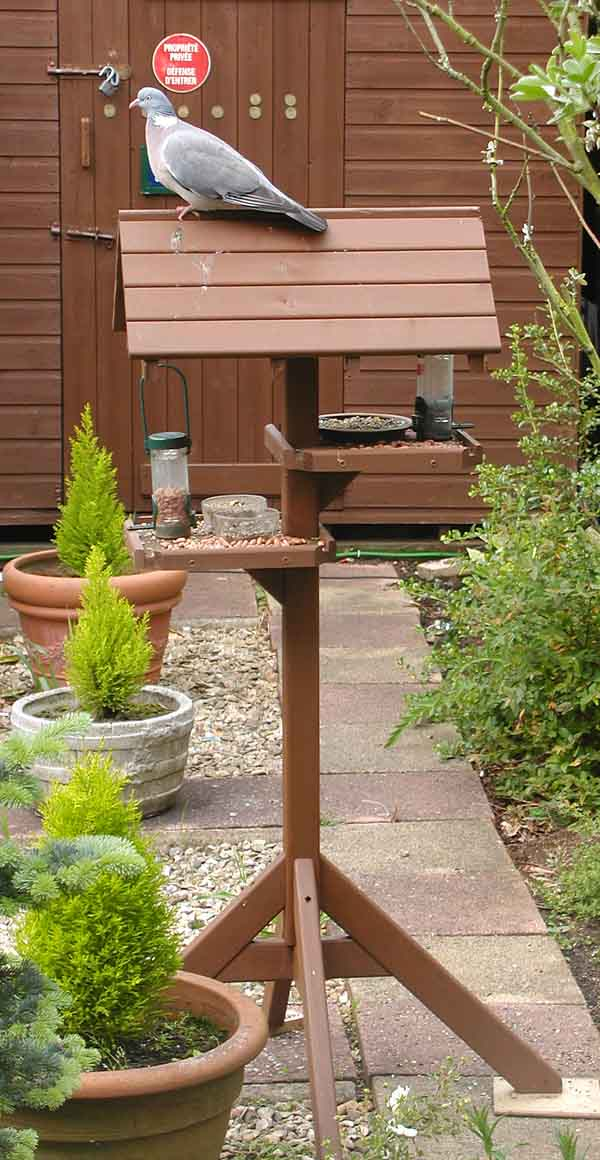
طاولة طيور عليها حمام خشبي على السطح في حديقة إنجليزية. يوفر الجدول الماء والفول السوداني وبذور عباد الشمس ومزيج البذور.

اطعام الطيور أو تغذية الطيور هو نشاط يتمتل في اعطاء الطيور البرية الطعام، غالبًا عن طريق مغذية الطيور . يرجع تاريخ هذا النشاط إلى القرن السادس، تم تشجيع تغذية الطيور البرية والاحتفال بها في المملكة المتحدة والولايات المتحدة ، مع كونها ثاني أشهر هواية في الولايات المتحدة
يتم توفير أنواع مختلفة من الطعام بطرق مختلفة ؛ من المعروف أن مجموعات معينة من الطعام وطريقة التغذية تجذب أنواعًا معينة من الطيور.
ثبت أن تغذية الطيور البرية لها آثار سلبية وإيجابية على حد سواء ؛ بينما وجدت دراسة في شيفيلد بإنجلترا أن وفرة طيور الحديقة زادت مع زيادة مستويات تغذية الطيور، تشير تقارير متعددة إلى أن تغذية الطيور قد يكون لها تأثيرات بيئية سلبية مختلفة وقد تكون ضارة بالطيور التي يتم تغذيتها، بما في ذلك زيادة مخاطر العمل المفترس وسوء التغذية. تشير التقديرات إلى أن البالغين الأمريكيين ينفقون ما يقرب من 3.8 مليار دولار أمريكي سنويًا على الطعام والمغذيات والملحقات ذات الصلة.

## التاريخ
كتب عالم الطبيعة البريطاني جيمس فيشر أن أول شخص تم تسجيله على أنه يغذي الطيور البرية كان راهب القرن السادس سانت سيرف أوف فايف الذي روض حمامة عن طريق إطعامها . خلال فصل الشتاء القاسي من 1890-1891 في المملكة المتحدة، طلبت الصحف الوطنية من الناس توفير طعام للطيور. في عام 1910 في المملكة المتحدة، أعلنت مجلة بانش أن إطعام الطيور «هواية وطنية».  اليوم في المملكة المتحدة، يتغذى معظم الناس على مدار العام، ويتم توفير ما يكفي من الطعام لدعم متطلبات السعرات الحرارية لأنواع الطيور العشرة الأكثر شيوعًا في الحدائق.  نمت تغذية الطيور لتصبح ثاني أكثر الهوايات شعبية في الولايات المتحدة بعد البستنة.  للاحتفال بهواية إطعام الطيور، تم تسمية شهر فبراير بالشهر الوطني لإطعام الطيور بمرسوم من الكونجرس في عام 1994. 

## نشاط
عادة ما يُنظر إلى تغذية الطيور على أنها نشاط لعشاق الطيور. غالبًا ما يحاول الأشخاص الذين يطعمون الطيور البرية جذب الطيور إلى الضواحي والمواقع المنزلية. وهذا يتطلب إنشاء محطة تغذية وتوفير طعام الطيور. قد يشمل الطعام البذور، والفول السوداني، وخلطات الطعام المشتراة، والدهون، وفضلات المطبخ، والشحم . بالإضافة إلى ذلك، يمكن توفير حمام للطيور والحصى (الرمل) ، الذي تخزنه الطيور في محاصيلهم للمساعدة في طحن الطعام كعامل مساعد على الهضم.

## أنواع

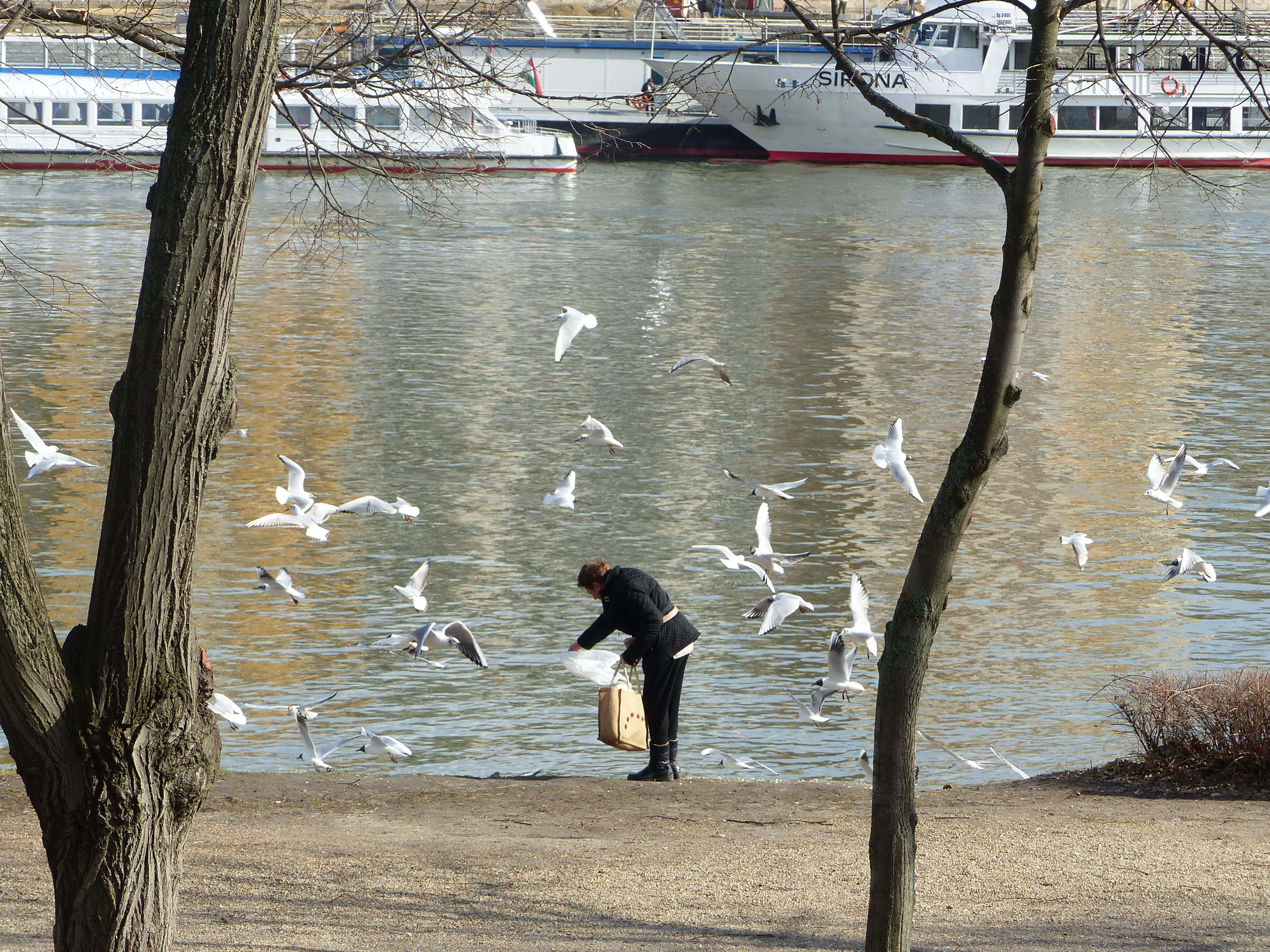
تغذية الطيور البحرية

هناك اطعمة معينة تجذب بعض الطيور.  العصافير والسسكن سوف ينجذب لجايز الحب الذرة . تحب الطيور الطنانة والطيور الشمسية وغيرها من الطيور الآكلة للرحيق . تفضل بذور عباد الشمس بالزيت الأسود والبذور المختلطة من قبل العديد من الأنواع التي تأكل البذور. في أستراليا، يتم تغذية اللحوم، وخاصة اللحم البقري المفروم (أو اللحم المفروم) ، عادةً إلى الطيور البرية آكلة اللحوم مثل العقعق الأسترالي والكوكابوراس .  تتغذى الطيور مثل العيون البيضاء والباربيت وبعض القلاع على الفاكهة الطازجة والمقطوعة . يمكن شراء مغذيات مختلفة متخصصة لأنواع مختلفة. ليس فقط الطيور الصغيرة هي التي تجذبها تغذية الطيور. في بعض المناطق الحضرية في المملكة المتحدة، تُطعم الطائرات الورقية الحمراء الدجاج وفضلات المائدة في الحدائق.  
يمكن إطعام طيور الحديقة باستخدام الفول السوداني والبذور وجوز الهند (لكن جوز الهند المجفف أبدًا) أو الدهون (ولكن ليس الزيوت السائلة في درجة حرارة الغرفة) باستخدام مجموعة متنوعة من المغذيات. 

## تأثير

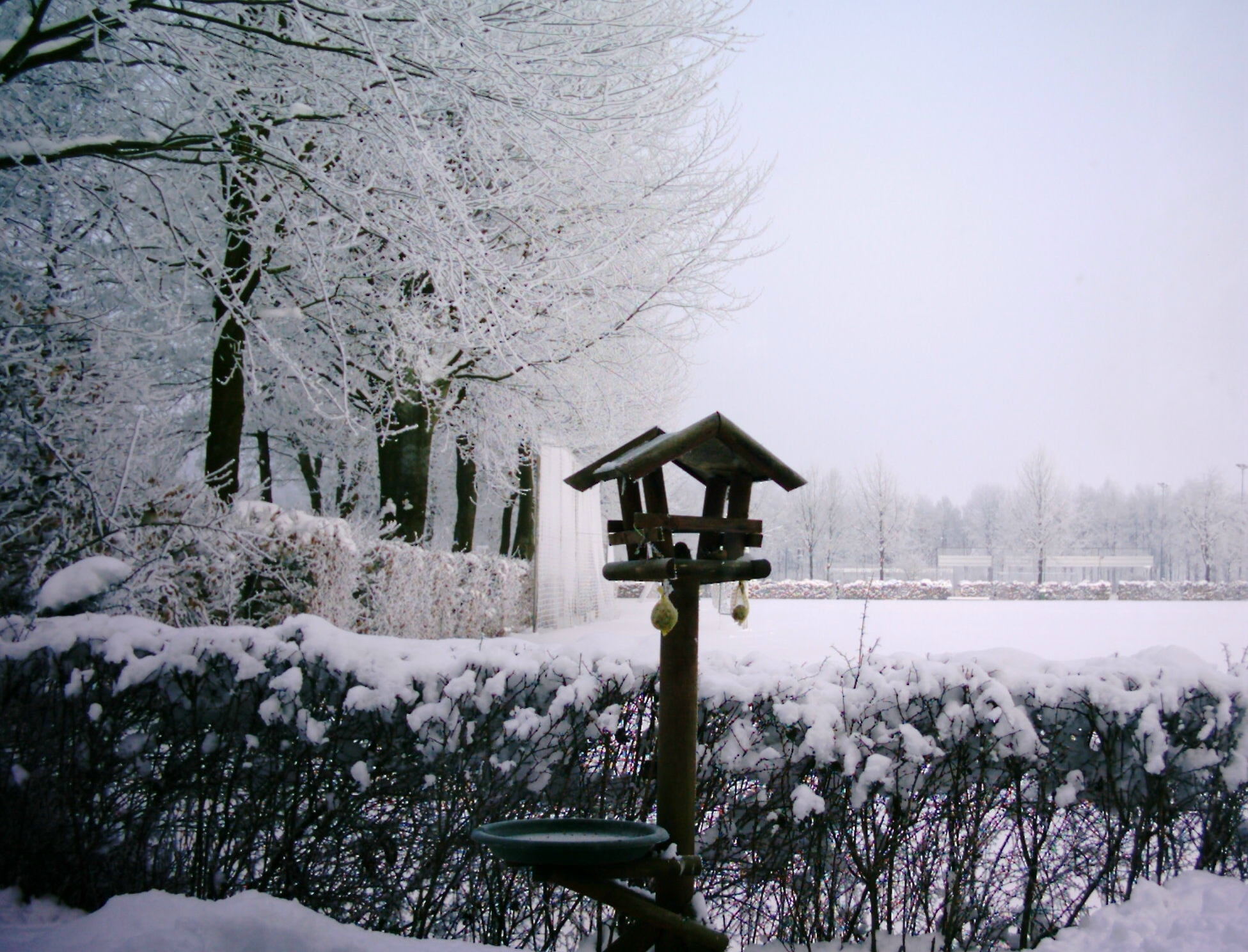
تغذية الطيور في الشتاء

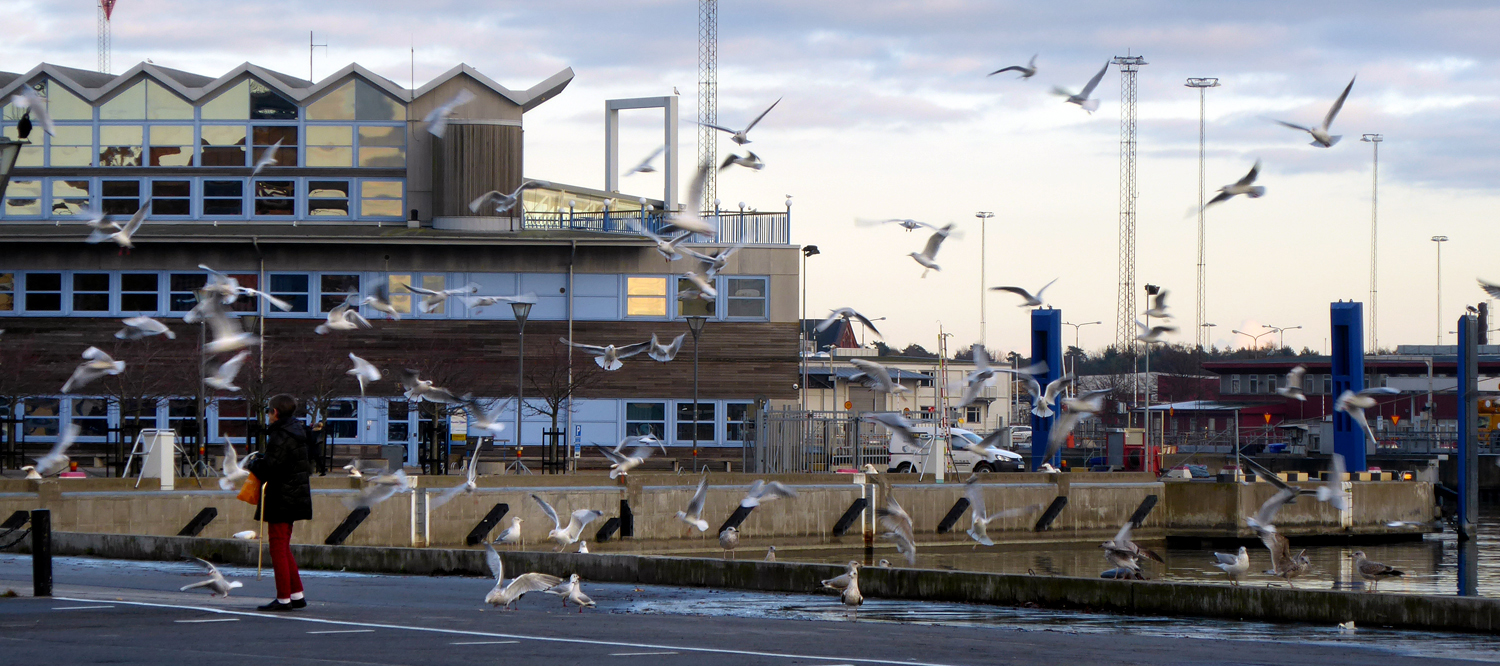
تغذية الطيور البحرية في المرفأ.

وجدت دراسة أجريت في شيفيلد، إنجلترا، أن وفرة طيور الحديقة تزداد مع مستويات تغذية الطيور. كان هذا التأثير واضحًا فقط في تلك الأنواع التي تتناول طعامًا تكميليًا بانتظام، مما يزيد من احتمال أن يكون لتغذية الطيور تأثير مباشر على وفرة الطيور. في المقابل، لم يكن لكثافة محطات التغذية أي تأثير على عدد أنواع الطيور المختلفة الموجودة في الحي. 

## الاقتصاد
يتم إنفاق مبالغ كبيرة من قبل مغذيات الطيور المتحمسين، الذين ينغمسون في طيورهم البرية بمجموعة متنوعة من أغذية الطيور ومغذيات الطيور . أكثر من 55 مليون أمريكي تزيد أعمارهم عن 16 عامًا يطعمون الطيور البرية وينفقون أكثر من 3 مليارات دولار سنويًا على طعام الطيور، و 800 مليون دولار سنويًا على مغذيات الطيور وحمامات الطيور ومنازل الطيور وغيرها من ملحقات تغذية الطيور.  لقد ولّد هذا النشاط صناعة تبيع الإمدادات والمعدات لهواية تغذية الطيور.
في بعض المدن أو أجزاء من المدن (على سبيل المثال ميدان ترافالغار في لندن  ) يُحظر إطعام الحمام، إما لأنها تتنافس مع الأنواع المحلية المعرضة للخطر، أو لأنها تكثر وتسبب التلوث و / أو الضوضاء .  